# Kach Kouch
Kach Kouch is een archeologische vindplaats in het noorden van Marokko, gelegen nabij de rivier Oued Laou in de provincie Tétouan, regio Tanger-Tétouan-Al Hoceïma. De site wordt beschouwd als een van de oudste bekende nederzettingen in het westelijke Middellandse Zeegebied en werpt nieuw licht op de prehistorie van Noordwest-Afrika, met name in de overgang van het koper- naar het bronzen tijdperk.

## Ligging
De site bevindt zich op een kalkstenen heuvel genaamd Dhar Moudden, ongeveer 9 kilometer van de huidige kustlijn van de Middellandse Zee, nabij de stad Oued Laou. De strategische ligging bood uitzicht over de vallei van de Oued Laou en mogelijk toegang tot een estuarium, wat het een geschikte locatie maakte voor vroege menselijke bewoning.

## Ontdekking en opgravingen
Kach Kouch werd in 1988 voor het eerst geïdentificeerd door een Marokkaans-Spaans team onder leiding van Mohamed-Abdeljalil El Hajraoui en Manuel Fernández-Miranda. De eerste systematische opgravingen vonden plaats in 1992. Sinds 2021 wordt de site verder onderzocht door een team onder leiding van Hamza Benattia (Universiteit van Barcelona), in samenwerking met het Marokkaanse Nationaal Instituut voor Archeologie en Erfgoed (INSAP).

### Bewoningsfasen
Op basis van stratigrafie en radiokoolstofdatering zijn drie hoofdperioden van bewoning vastgesteld:

#### KK1 (ca. 2200–2000 v.Chr.)
De oudste laag toont sporen van vroege bewoning, waaronder potscherven, dierlijke botten en vuursteenwerktuigen. Deze fase valt in de overgang van het kopertijdperk naar het bronzen tijdperk.

#### KK2 (ca. 1300–900 v.Chr.)
Deze fase toont een landbouwgemeenschap met bewijzen van architectuur in leem en houten palen. Er zijn opslagplaatsen uitgehouwen in de rotsen aangetroffen, evenals bewijzen van veeteelt en teelt van granen en peulvruchten.

#### KK3 (ca. 800–600 v.Chr.)
In deze fase zijn Fenicische invloeden zichtbaar, onder meer in de vorm van draaischijf-aardewerk, ijzeren werktuigen en architectonische elementen. Dit wijst op contacten tussen lokale gemeenschappen en oostelijke Mediterrane culturen.

### Archeologische betekenis
Kach Kouch weerlegt het eerder dominante idee dat het noordwesten van Afrika vóór de Fenicische kolonisatie grotendeels onbewoond was. De vondsten tonen aan dat er al complexe samenlevingen actief waren in de landbouw, handel en architectuur, ruim vóór de opkomst van de klassieke beschavingen in de regio.

### Huidig onderzoek
Het lopende archeologische project richt zich op het reconstrueren van de sociale, economische en ecologische dynamiek van de nederzetting over een periode van meer dan 1.500 jaar. Hierbij wordt samengewerkt tussen internationale universiteiten en Marokkaanse instellingen.